# リッチ・ゲドマン
リチャード・レオ・ゲドマン・ジュニア（Richard Leo "Rich" Gedman, Jr. , 1959年9月26日 - ）は、アメリカ合衆国マサチューセッツ州ウースター出身の元プロ野球選手（捕手）。右投左打。

## 経歴
高校時代はそれほど注目されず、1977年のMLBドラフトではどのチームからも指名されず、ドラフト外で地元のボストン・レッドソックスに入団。マイナーリーグでのプレイを経て成長し、1980年終盤にメジャー昇格し、同年9月7日にメジャーデビュー。初試合は20世紀最後の三冠王カール・ヤストレムスキー（アメリカ野球殿堂入り）の代打としての起用であった。この年限りで、それまでの正捕手カールトン・フィスク（こちらも殿堂入り）がフリーエージェント(FA)でシカゴ・ホワイトソックスに移籍したため、捕手はゲドマンとゲーリー・アレンソンの争いになった。
1981年から1983年にかけての出場数は62、92、81と正捕手とはなれなかったが、1984年には133試合に出場。打率.269、本塁打24、打点72と活躍して正捕手の座を確保。1985年には144試合に出場して打率.295、18本塁打、80打点の活躍でオールスター初出場。1986年にも135試合に出場し、打率こそ.258に終わったが16本塁打、65打点の活躍で2年連続のオールスター出場を果たし、チームのワールドシリーズ進出に貢献した。ニューヨーク・メッツとのワールドシリーズでは3勝3敗で迎えた最終第7戦で本塁打を放つがチームは逆転負け。秋には日米野球でメジャーリーグオールスター（監督はメッツのデーブ・ジョンソン）の一員として来日するが、第2戦で負傷し途中帰国。ゲドマンの帰国後、1人でマスクをかぶり続けたトニー・ペーニャがMVP
このオフにFA宣言し、レッドソックスとの残留交渉が折り合わず、ついに交渉期限を過ぎたが、当時オーナーの共謀もあって、獲得に名乗りをあげる球団はなく、旧所属球団との交渉解禁を待って5月1日にレッドソックスと再契約した。この年は故障もあって52試合の出場に終わる。以後、打率はずっと2割台前半（以下）に沈み、1988年、1989年もいずれも90台の出場に終わる。
1990年には移籍してきたトニー・ペーニャの控え捕手となり、シーズン途中にヒューストン・アストロズに移籍。1991年にセントルイス・カージナルスに移籍。1992年限りで解雇された。1993年にはオークランド・アスレチックスのスプリング・トレーニングに参加するが、メジャー契約に至らず、ニューヨーク・ヤンキースとマイナー契約。メジャー昇格はならず、1994年にもメジャー復帰がかなわずその年限りで現役を引退した。当初の期待以上に活躍したが、結果的にFAで一攫千金を目論んで、故障もあり大失敗した。

## 人物
マイナー(レッドソックス傘下AAA級ポータケット・レッドソックス)時代の1981年4月18日のロチェスター・レッドウイングス（当時ボルチモア・オリオールズ傘下）戦は延長戦となり、延長32回となった翌4月19日（イースター）午前4時9分にサスペンデッドゲームとなった。この時点で残っていた観客は19人。試合は6月23日に再開され、延長33回、8時間25分というアメリカのマイナー・独立リーグを含むプロ野球の記録となった。この試合には途中から出場。この試合、ポータケットからはウェイド・ボッグス、リッチ・ゲドマン、ブルース・ハースト、ボブ・オヘーダ（勝利投手）が出場。ロチェスターからもカル・リプケン・ジュニア（最多タイの15打席に立つ）が出場していた。

## 詳細情報

### 通算成績
- 出場1,033試合 打数3,159 得点331 安打795 二塁打176 三塁打12 本塁打88 打点382 塁打1,259 四球236（うち敬遠四球53） 三振509 盗塁3 盗塁死4 出塁率.304 長打率.399 打率.252 犠飛28 犠打29 死球16 併殺打80

年度別成績はこちら（英文）を参照

### 記録
- オールスターゲーム選出2回（1985年、1986年）
- 三振の球を捕球すれば捕手には「刺殺」が記録されるが、1986年4月29日にロジャー・クレメンスがメジャー新記録の20奪三振を達成し、受けていたゲドマンも捕手として新記録の1試合（9イニング）刺殺20を記録した。翌日もレッドソックス投手陣が16三振を奪い、連続2試合で36刺殺も捕手としては史上最多となった。
- 1985年9月18日のトロント・ブルージェイズ戦ではサイクルヒットを達成。1900年以後、捕手としては6人目の快挙で、その試合では7打点の大暴れ。
- 1986年リーグチャンピオンシップシリーズ第5戦（対カリフォルニア・エンゼルス）では5得点を記録。その中には、デーブ・ヘンダーソンの逆転2ランでの（ランナーとしての）生還もあった。